# Vera Leth
Vera Amatsiak Leth (født Jensen, den 4. juli 1958) er uddannet jurist fra Københavns Universitet 1988 og var Grønlands Landstings ombudsmand fra 1. februar 1997 til 1. august 2023, hvor hun blev afløst af Gedion Jeremiassen. Hun er gift med Henrik Leth.
Vera Leth afløste i sin tid Grønlands Landstings første ombudsmand Emil Abelsen.

## Karriere
Efter sit studie blev Vera Leth ansat på et advokatkontor, hvor hun i 2½ år beskæftigede sig med erhvervslovgivning. Fra 1991 og frem til udnævnelsen som ombudsmand har hun været ansat som fuldmægtig i Hjemmestyret.